# Alan Ackerman Beetle
Alan Ackerman Beetle (8 de junio de 1913 - 27 de marzo de 2003) fue un botánico estadounidense; y se desarrolló como profesor en la Universidad de Wyoming, en particular en el "Colegio de Agricultura".
Fue conocido por su obra taxonómica con las Spermatophyta.

## Algunas publicaciones
- 1947. Poales, cyperaceas, scirpeae. Ed. The New York Botanical Garden. North american flora 18, 8

### Libros
- Alan A. Beetle et. al. 1983 - 1990. Las Gramíneas de México. Secretaría de Agricultura y Recursos Hidráulicos (hoy 2017, Secretaría de Agricultura, Ganadería, Desarrollo Rural, Pesca y Alimentación(SAGARPA) Comisión Técnico Consultiva de Coeficientes de Agostadero. 6 tomos
- alan a. Beetle, d.j. Gordon, a. navarro Córdova, r. alcaraz Flores. 1991. Gramíneas de Sonora. Ed. Secretaria de Agricultura y Recursos Hidráulicos, Comisión Técnico Consultiva de Coeficientes de Agostadero. ix + 174 pp. : il.
- ----------------------. 1983. Las gramíneas de México. Ed. Secretaría de Agricultura y Recursos Hidráulicos, COTECOCA. 259 pp. Primer Tomo.
- ----------------------, m. May. 1971. Grasses of Wyoming. Laramie, Agricultural Experiment Station. 151 pp.
- ----------------------. 1970. Recommended plant names. Laramie, Agricultural Experiment Station, University of Wyoming. 124 pp.

## Honores

### Epónimos
- (Euphorbiaceae) Croton beetlei Croizat[2]

- La abreviatura «Beetle» se emplea para indicar a Alan Ackerman Beetle como autoridad en la descripción y clasificación científica de los vegetales.[3]